# Jim Bausch
James Aloysius Bernard Bausch, detto Jim (Marion Junction, 28 marzo 1906 – Hot Springs, 9 luglio 1974), è stato un multiplista statunitense, medaglia d'oro nel decathlon ai Giochi olimpici di Los Angeles 1932.

## Palmarès
| Anno | Manifestazione  | Sede        | Evento    | Risultato | Punteggio |
| ---- | --------------- | ----------- | --------- | --------- | --------- |
| 1932 | Giochi olimpici | Los Angeles | Decathlon | Oro       | 8 462     |